# 席柱
席柱，马佳氏，滿洲正藍旗，清朝政治人物、清朝工部尚書。
曾任督捕侍郎。康熙二十九年正月己酉，接替蘇赫，擔任清朝工部尚書，后降五級調任。由索諾和接任。